# Sacramentos católicos
A Igreja Católica celebra os sete sacramentos, que são: batismo, confirmação (ou crisma), eucaristia, reconciliação (ou penitência), unção dos enfermos, ordem e matrimônio. A doutrina, «todos os sacramentos estão ordenados para a Eucaristia, como para o seu fim». Na eucaristia, renova-se o mistério pascal de Cristo, atualizando e renovando assim a salvação da humanidade.
O sacramento católico é um ato ritual destinado aos fiéis, para eles receberem a graça de Deus, e situações da vida cristã. Eles foram instituídos por Jesus Cristo como "sinais sensíveis e eficazes da graça […] mediante os quais nos é concedida a vida divina" ou a salvação e foram confiados à Igreja. Através destes sinais ou gestos divinos, "Cristo age e comunica a graça, independentemente da santidade pessoal do ministro", embora "os frutos dos sacramentos dependam também das disposições de quem os recebe".
Ao celebrá-los, a Igreja Católica, através das palavras e elementos rituais, alimenta, exprime e fortifica a sua fé e a fé de cada um dos seus fiéis. Estes sinais de graça constituem uma parte integrante e inalienável da vida cristã de cada fiel. Os sacramentos são necessários para a salvação dos crentes por conferirem a graça de Deus, "o perdão dos pecados, a adoção de filhos de Deus, a conformação a Cristo Senhor e a pertença à Igreja".
Acredita-se que o Espírito Santo prepara para a recepção dos sacramentos por meio da palavra de Deus e da fé que acolhe a palavra nos corações bem dispostos. Então, os sacramentos fortalecem e exprimem a fé. O fruto da vida sacramental é ao mesmo tempo pessoal e eclesial. Por um lado, este fruto é para cada crente uma vida para Deus em Jesus; por outro, é para a Igreja o seu contínuo crescimento na caridade e na sua missão de testemunho.
A Igreja vê aos sacramentos como gestos de Deus na vida de cada crente, expressando-se simbólica e espiritualmente, por conseguinte, eles são considerados:
- sinais sagrados, porque exprimem uma realidade sagrada, espiritual;
- sinais eficazes, porque, além de simbolizarem um certo efeito, produzem-no realmente;
- sinais da graça, porque transmitem dons diversos da graça divina;
- sinais da fé, não somente porque supõem a fé em quem os recebe, mas porque nutrem, robustecem e exprimem a sua fé.

## Os Sete Sacramentos
No catolicismo, os sete sacramentos são batismo, confissão, eucaristia, confirmação (ou crisma), matrimônio, ordens sagradas e unção dos enfermos. Marcam as várias fases importantes de vida cristã do crente, sendo divididos em três categorias: 
- sacramentos da iniciação cristã (batismo, confirmação e eucaristia) que "lançam os alicerces da vida cristã: os fiéis, renascidos pelo Batismo, são fortalecidos pela Confirmação e alimentados pela Eucaristia"[5];
- sacramentos da cura (penitência e unção dos enfermos);
- sacramentos ao serviço da comunhão e da missão (ordem e matrimônio).

Estes sacramentos podem ser também agrupados em apenas duas categorias: 
- os que imprimem permanentemente caráter e deixam uma marca indelével em quem o recebe, e que, por isso, só podem ser ministrados uma vez a cada crente, sendo eles o batismo, o crisma e a ordem;
- os que podem ser ministrados reiteradamente.

### Batismo
O batismo é entendido como o sacramento que abre as portas da vida cristã ao batizado, incorporando-o à comunidade católica, ao grande corpo místico de Cristo, que é a Igreja em si. Este ritual de iniciação cristã é feito normalmente com água sobre o batizando, através de imersão, efusão ou aspersão. Ou, utilizando outras palavras do Compêndio do Catecismo da Igreja Católica, "o rito essencial deste sacramento consiste em imergir na água o candidato ou em derramar a água sobre a sua cabeça, enquanto é invocado o Nome do Pai e do Filho e do Espírito Santo". O batismo significa imergir "na morte de Cristo e ressurgir com Ele como nova criatura".
O batismo perdoa o pecado original e todos os pecados pessoais e as penas devidas ao pecado. Possibilita aos batizados a participação na vida trinitária de Deus mediante a graça santificante e a incorporação em Cristo e na Igreja. Confere também as virtudes teologais e os dons do Espírito Santo. Uma vez batizado, o cristão é para sempre um filho de Deus e um membro inalienável da Igreja e também pertence para sempre a Cristo.
Embora o batismo seja fundamental para a salvação, os catecúmenos, todos aqueles que morrem por causa da fé (batismo de sangue), […] todos os que sob o impulso da graça, sem conhecer Cristo e a Igreja, procuram sinceramente a Deus e se esforçam por cumprir a sua vontade (batismo de desejo), conseguem obter a salvação sem serem batizados porque, segundo a doutrina da Igreja Católica, Cristo morreu para a salvação de todos. Quanto às crianças mortas sem serem batizadas, a Igreja na sua liturgia confia-as à misericórdia de Deus, que é ilimitada e infinita.

#### Idade
Na Igreja Católica, batizam-se tanto crianças como convertidos adultos que não tenham sido antes batizados validamente (o batismo da maior parte das igrejas cristãs é considerado válido pela Igreja Católica visto que se considera que o efeito chega diretamente de Deus independentemente da fé pessoal, embora não da intenção, do sacerdote). 
Mas a Igreja Católica insiste no batismo às crianças porque "tendo nascido com o pecado original, elas têm necessidade de ser libertadas do poder do Maligno e de ser transferidas para o reino da liberdade dos filhos de Deus". Por essa razão, a Igreja recomenda os seus fiéis a fazerem tudo para evitar que uma pessoa não batizada venha a morrer em sua presença sem a graça do batismo. Assim, embora o sacramento deva ser ministrado por um sacerdote, diante de um enfermo não batizado, qualquer pessoa pode e deve batizá-lo, dizendo "Eu te batizo, em nome do Pai, do Filho e do Espírito Santo" enquanto, com o polegar da mão direita, desenha uma cruz sobre a testa, a boca e o peito do enfermo.
O fato de que o batismo seja geralmente ministrado a crianças recém-nascidas, que, por isso, não estão entrando na vida cristã por vontade própria, explica que se requeira a estas pessoas a recepção de um outro sacramento, o crisma, quando cheguem a uma idade em que tenham discernimento e capacidade intelectual suficiente para professarem conscientemente a sua fé e decidirem se querem ou não permanecer na Igreja Católica. Se sim, confirmam a decisão que os seus pais ou responsáveis fizeram em seu nome no dia do seu batismo. Entretanto, como este sacramento imprime caráter, quem recebeu o batismo, independente de que o confirme ou não através do sacramento do crisma ou confirmação, estará batizado para sempre.

#### Símbolos
Na Igreja Católica, o sacramento do batismo tem vários símbolos, mas existem quatro principais, que são eles: água, óleo, veste branca e a vela. Cada um representa um mistério na vida do batizado. Além desses símbolos (que são os principais) o rito romano ainda estabelece o sal, mas este símbolo só é usado conforme as orientações pastorais das Igrejas particulares.
Os significados dos símbolos':
- Água: representa a passagem da vida "pagã" para uma "nova vida". Tem o fator de purificação, lavando-nos do pecado original, e também o atual,se há.
- Óleo: representa a fortaleza do Espírito Santo. Antigamente, os lutadores usavam o óleo antes das lutas para deixarem seus músculos rígidos e assim poderem vencer. Na nova vida adquirida pelo batismo ele tem a mesma função, revestir o batizado para as lutas cotidianas contra as ciladas do maligno.
- Veste branca: representa a nova vida adquirida pelo batismo. Quando tomamos banho vestimos uma roupa limpa, no batismo não seria diferente. Somos lavados na água e vestidos de uma nova vida.
- Vela: tem dois significados: o Espírito Santo e o dom da fé. De acordo com a Igreja Católica, pelo batismo somos revestidos de muitas graças e a principal é o Espirito Santo, pois seremos unidos a Deus como filhos para sermos santificados e esta santificação é realizada através do Espírito Santo. De acordo com o ensinamento da igreja, a fé é um dom fundamental para nossa vida, é através dela que reconhecemos Deus e por ela recebemos as suas graças.

BATISMO DE EMERGÊNCIA
ORIENTAÇÕES para o batismo de emergência válido:
1.	A pessoa que se encontra em perigo de morte, pode receber o batismo de emergência sem demora. (Cânon: 867 & 2).
2.	Em caso de necessidade, o batismo de emergência pode ser celebrada por qualquer pessoa católica, adulta, já batizada. (Cânon: 861 & 2).
3.	Se a pessoa ainda não é registrada no Cartório, não se coloque nela nome estapafúrdio, excêntrico, bizarro e disparatado, que não tenha um senso cristão. (Cânon: 855),
4.	O batismo, porta dos sacramentos, necessário na realidade ou ao menos em desejo para a salvação, e pelo qual os homens se libertam do pecado, se regeneram tornando-se filhos de Deus, e se incorporam à Igreja configurados com Cristo mediante caráter indelével, só se administra validamente através da ablução com água verdadeira, usando-se a devida fórmula das palavras: “Fulano ou Fulana, eu te batizo, em nome do Pai, do Filho, e do Espírito Santo”. (Cânon: 850).
5.	No batismo de emergência, caso não se tenha água benta, pode se usar água potável comum. Cânon: 853
6.	De preferência que no batismo de emergência o batismo seja feita por infusão. (Cânon 854).
7.	O batismo de emergência pode ser celebrado em algum lugar conveniente. (Cânon: 859 & 2.)
8.	O batismo de emergência só pode ser celebrado em perigo de morte, sendo assim um caso de necessidade, pode ser celebrado em qualquer no lugar onde a pessoa está. ( Cânon: 862).
9.	 Em perigo de morte, a criança filha de pais católicos, e mesmo não católicos, é licitamente batizada mesmo contra a vontade dos pais. (Cânon: 868 & 2). 
10.	O batismo de emergência deve haver ao menos um Padrinho ou Madrinha ou alguém que possa provar a administração do batismo. Cânones: 875 e 876).
11.	Depois de celebrado o batismo de emergência deve-se anotar em uma folha de papel: O nome completo da pessoa que foi batizada, data e local de nascimento; nome completo do pai e da mãe; nome completo do padrinho e madrinha, ou um dos dois, o nome completo da pessoa que pediu o batismo caso o batizando não tenha pedido; o nome completo da pessoa que batizou, data, hora, e local do batismo, e qual a fórmula empregada para o batismo.
12.	O caso a pessoa que está em perigo de morte que foi batizada, voltar a ter saúde, deve depois procurar o Pároco da sua Paróquia e comunicar o fato. 
13.	Depois de feita diligente investigação e permanecendo dúvida prudente se o batismo de emergência foi celebrado de fato e se o foi corretamente, o Pároco pode celebrar o batismo na mesma pessoa sob condição. (Cânon 845 & 2; Cânon 869.)
Código de Direito Canônico da Igreja Católica e Ensinamentos da mesma Igreja Católica.

### Crisma ou Confirmação
Confirmação do batismo, ou crisma: o batizado reafirma sua fé em Cristo, sendo ungido durante a cerimônia, recebendo os sete dons do Espírito Santo. A unção é feita pelo bispo ou sacerdote autorizado, com óleo abençoado na quinta-feira da Semana Santa.
A atual disciplina da Igreja Latina dá a oportunidade a uma pessoa – que foi batizada por decisão alheia e que tem, perante a Igreja, compromissos assumidos por outras pessoas em seu nome diante da pia batismal – de confirmar o desejo de ser membro da família cristã dentro da Igreja Católica e de reafirmar aqueles compromissos, depois de atingir a “idade da razão”. Ressalta-se que em adultos e em caso de risco de morte (mesmo que seja um bebê) é lícito o sacramento da crisma logo após o batismo, assim como ocorre ordinariamente nas igrejas orientais.
Simplificadamente, a cerimônia consiste na renovação das “promessas do batismo”, mediante perguntas do bispo, que em geral a preside, feitas em voz alta e do mesmo modo respondidas pelo crismando perante a comunidade.
Como o batismo, o crisma também imprime caráter, podendo ser ministrado apenas uma vez a cada pessoa.
Por ser um ato de afirmação de compromissos, a pessoa pode jamais receber o crisma ou, indo participar da cerimônia, deixar de confirmar esses compromissos.
Quem não foi crismado ou se recusou a renovar os compromissos do batismo, pode fazê-lo em qualquer tempo.
O crisma é, portanto, um sacramento dependente, complementar ao batismo, já que não tem qualquer significação se ministrado a quem não tenha sido batizado.

### Eucaristia
É a celebração em memória de Cristo, recordando a santa ceia, a paixão e a ressurreição, em que o cristão recebe a hóstia consagrada.
É o sacramento culminante, que dá aos fiéis a oportunidade de receber e ingerir fisicamente o que consideram como sendo o corpo de Jesus Cristo, em que se transformou o pão consagrado pelo sacerdote, assim como o vinho se transforma no Seu sangue.
No sacramento da eucaristia, a hóstia consagrada (o pão) é distribuída aos fiéis, que a colocam na boca e ingerem lenta e respeitosamente. 
Para receber a hóstia, o fiel deve estar em “estado de graça”, ou seja, deve ter antes confessado os seus pecados e recebido o perdão divino através do sacramento da confissão ou penitência.
A consagração não faz parte do sacramento da eucaristia. É um rito precedente e separado. É um ato que só os sacerdotes têm o poder de praticar.  
Normalmente, a consagração acontece durante a celebração da missa, rito também chamado de santo sacrifício. O sacrifício é precisamente o ato da consagração. Consiste na recriação, durante a missa, de um momento da última ceia dos apóstolos com Cristo, quando Ele serviu pão e vinho aos apóstolos, dizendo-lhes que aquilo era o seu corpo e o seu sangue.
A Igreja Católica sustenta que, quando o sacerdote pronuncia as palavras rituais “Isto é o meu corpo” em relação pão e “Isto é o meu sangue” em relação vinho, acontece um fenômeno chamado transubstanciação, ou seja, a substância material que constitui o pão se converte no corpo de Cristo e a que constitui o vinho se transmuda no Seu sangue.
O pão transubstanciado é distribuído aos fiéis que, ao ingerirem a hóstia estão ingerindo o corpo de Cristo. A eucaristia é considerada o sacramento da ação de graças, na acepção da palavra original grega εὐχαριστία (transc. "eukharistia").

### Reconciliação ou Penitência
É a confissão dos pecados a um sacerdote, que aplica a penitência para, uma vez cumprida, propiciar a reconciliação com Cristo. Por outras palavras, é o sacramento que dá ao cristão católico a oportunidade de reconhecer as suas faltas e, se delas estiver arrependido, ser perdoado por Deus. 
O reconhecimento das faltas é a sua confissão a um sacerdote, que a ouve em nome de Deus e concede ao fiel o perdão ainda em nome de Deus. 
Do ponto de vista formal, o confessante se ajoelha perante um sacerdote, o confessor, e lhe declara que pecou, que deseja confessar o que fez e pedir a Deus que perdoe os seus pecados. 
Após ouvi-lo, cabe ao sacerdote oferecer as suas palavras de conselho, de censura, de orientação e conforto ao penitente, recomendando a penitência a ser cumprida. 
O confessado deve rezar a oração denominada ato de contrição, após o que o sacerdote profere as palavras do perdão e abençoa o penitente, que se retira para cumprir a penitência que lhe foi prescrita.
A Igreja Católica considera o sacramento da penitência um ato purificador, que deve ser praticado antes da Eucaristia, para que esta seja recebida com a alma limpa pelo perdão dos pecados. Mas, entende-se também que esse efeito purificador é salutar, sendo benéfico para o espírito cada vez que é praticado.
Um dos mais rígidos deveres impostos ao sacerdote pela Igreja é o segredo da confissão.
O sacerdote é rigorosamente e totalmente proibido de revelar o que ouve dos fiéis no confessionário. O descumprimento desse dever é considerado um dos maiores e mais graves pecados que um sacerdote pode cometer e o sujeita a penalidades severíssimas impostas pela Igreja. 
Este sacramento pode ser administrado de forma coletiva, que é conhecida como "confissão comunitária", com a devida autorização do Bispo Diocesano, o qual, atendendo a critérios da Conferência Episcopal pode autorizar a absolvição coletiva somente nas seguintes condições: 
1. Os penitentes estejam em iminente perigo de morte e não haja tempo de um ou mais sacerdotes os atenderem;
2. haja necessidade grave, isto é, quando, dado o número de penitentes, não houver sacerdotes suficientes para, dentro de tempo razoável, ouvirem devidamente as confissões de cada um, de tal modo que os penitentes, sem culpa própria, fossem obrigados a permanecer durante muito tempo privados da graça sacramental ou da sagrada comunhão; não se considera existir necessidade suficiente quando não possam estar presentes confessores bastantes somente por motivo de grande afluência de penitentes, como pode suceder em alguma grande festividade ou peregrinação.

Estas duas condições, que são estabelecidas pelo Código de Direito Canônico, são inseparáveis, de modo que nunca é suficiente a mera impossibilidade de confessar «devidamente» cada um dos indivíduos «dentro de tempo razoável» devido à escassez de sacerdotes; mas a tal impossibilidade deve associar-se o fato de que, caso contrário, os penitentes ver-se-iam obrigados a permanecer «durante muito tempo», sem culpa própria, privados da graça sacramental. Situação esta que pode se verificar nos territórios de missão ou em comunidades de fiéis isolados, onde o sacerdote só pode passar uma ou poucas vezes ao ano, ou quando as condições de guerra, meteorológicas ou outras circunstâncias semelhantes o consintam.
Para que a eventual confissão coletiva seja considerada válida, o fiel deve se propor a confessar-se individualmente, no devido tempo, dos pecados graves que no momento não pôde confessar de forma individual a um sacerdote. 
Para fazer uma boa Confissão é necessário:
1. Exame de consciência.
2. Arrependimento.
3. Propósito.
4. Confissão.
5. Satisfação.

### Unção dos enfermos
A unção dos enfermos é o sacramento pelo qual o sacerdote reza e unge os enfermos para estimular-lhes a cura mediante a fé, ouve deles os arrependimentos e promove-lhes o perdão de Deus. Pode ser dado a qualquer enfermo, e não somente a quem pode falecer a qualquer momento.

### Ordem
O sacramento da ordem concede a autoridade para exercer funções e ministérios eclesiásticos que se referem ao culto de Deus e à salvação das almas. É dividido em três graus:
- O episcopado confere a plenitude da ordem, torna o candidato legítimo sucessor dos apóstolos e lhe confia os ofícios de ensinar, santificar e reger.
- O presbiterato configura o candidato ao Cristo sacerdote e bom pastor. É capaz de agir em nome de Cristo e ministrar o culto divino.
- O diaconato confere ao candidato a ordem para o serviço na Igreja, através do culto divino, da pregação, da orientação e sobretudo da caridade.

### Matrimônio
O sacramento que, estabelecendo e santificando a união entre um homem e uma mulher, funda uma nova família cristã. O matrimônio é celebrado na Igreja e santificado na indissolubilidade e na fidelidade; 
É um dos sacramentos que imprimem caráter, embora de forma distinta do batismo, do crisma e da ordem. Estes três últimos deixam no fiel que o recebe uma marca indelével que o acompanha por toda a eternidade. Quem foi batizado ou crismado, quem foi ordenado sacerdote terá essa condição independente de qualquer coisa, inclusive de que decida depois converter-se a outro credo religioso ou abandonar o sacerdócio.
O matrimônio imprime caráter sobre o casal, sobre o conjunto que os dois nubentes passaram a formar, e é, por isso, doutrinariamente indissolúvel. O caráter impresso pelo matrimônio se dissolve com a morte de um dos cônjuges. É um sacramento que só se consuma havendo dois participantes. A morte de um dissolve o casal, extinguindo o matrimônio.
Outra característica peculiar do sacramento do matrimônio é que não é ministrado pelo sacerdote, mas pelos noivos que, realizando-o perante a Igreja, pedem e recebem do sacerdote a bênção para a nova família que nasce.